# Ivan Hojsak
Ivan Hojsak (Klenovnik, 29. rujna 1927.), hrvatski ekonomist i autor knjige "Rodoslovlje obitelji Drašković".

## Životopis
Po zanimanju je ekonomist i cijeli svoj radni vijek radio je na poslovima financija, knjigovodstva i ekonomskih analiza. Radio je u Bolnici Klenovnik koja se nalazi u dvorcu obitelji Drašković, što ga je potaklo na istraživanje povijesti obitelji Drašković i njihovih posjeda u Trakošćanu i Klenovniku. Na tom istaživanju je počeo raditi kako sam kaže oko 1970. godine. Obilazio je razne muzeje, dvorce gdje su obitavali grofovi Drašković, tražio je knjige koje su spominjale tu veliku obitelj, sakupljao je razne natpise i sve ostalo što mu je trebalo da napiše knjigu.